# Roberto Castrovido Sanz
Roberto Castrovido Sanz (Madrid, 1864 - Mèxic, 1941) fou un periodista i polític espanyol, diputat a les Corts Espanyoles durant la restauració borbònica i durant la Segona República Espanyola.

## Biografia
Començà la seva carrera a Barcelona, on treballà a El Autonomista i La Avanzada. Després marxà a Santander, on fou director de La Voz Montañesa i La Voz Cantábrica. El 1903 es traslladà a Madrid, on fou nomenat director del diari El País i Vida Nueva, en el qual va escriure editorials crítics amb la Guerra del Marroc i la Setmana Tràgica de Barcelona. A les eleccions generals espanyoles de 1907 fou candidat republicà amb Benito Pérez Galdós i Alfredo Vicenti, però no fou escollit.
Posteriorment, substituí Francesc Pi i Arsuaga a la seva mort el 1912 com a diputat a Madrid pel Partit Republicà Democràtic Federal, escó que va repetir a les eleccions generals espanyoles de 1914, 1916, 1918 i 1919 per la Conjunció Republicano-Socialista. Quan es proclamà la Segona República Espanyola fou elegit diputat per Madrid per l'Aliança Republicana a les eleccions generals espanyoles de 1931. En acabar la guerra civil espanyola es va exiliar a Mèxic, on va morir el 1941.